# Monique de Wilt
Monique de Wilt (ur. 31 marca 1976 w ’s-Hertogenbosch) – holenderska lekkoatletka, tyczkarka.

## Osiągnięcia
- brąz młodzieżowych mistrzostw Europy (Turku 1997)
- 4. miejsce podczas mistrzostw Europy (Budapeszt 1998)
- srebro Uniwersjady (Palma de Mallorca 1999)
- 6. lokata w mistrzostwach Europy (Monachium 2002)
- 5. miejsce na pucharze świata (Madryt 2002)
- 14 złotych medali mistrzostw Holandii
- wielokrotna rekordzistka kraju (w tym 17 rekordów na stadionie[2])

## Rekordy życiowe
- skok o tyczce (stadion) – 4,40 (2002) były rekord Holandii
- skok o tyczce (hala) – 4,45 (2003) były rekord Holandii